# Invasor Zim y el poder del florpus
Invasor Zim y el poder del florpus (en inglés Invader Zim: Enter the Florpus, o también llamado El Invasor Zim y el portal mágico en España) es una película animada perteneciente al género de ciencia ficción escrita por Jhonen Vasquez, Breehn Burns y Gary Wilson, y dirigida por Vasquez y Jake Wyatt. Se basa en la serie de televisión animada Invasor Zim, que fue creada por Vasquez y se emitió originalmente en Nickelodeon y más tarde en Nicktoons de 2001 a 2006. Originalmente siendo una película para televisión que sería estrenado en Nickelodeon, Netflix adquirió los derechos de la película, estrenándolo en todo el mundo el 16 de agosto.

## Argumento
La historia empieza con Gaz y el Profesor Membrana conversando durante la cena acerca de Dib y que durante mucho tiempo este no ha salido de su habitación por estar vigilando la casa de Zim desde que este último desapareció junto a Gir y Minimoose.  Cuando Gaz se dispone a ir al cuarto de Dib para avisarle sobre la cena, Zim y GIR reaparecen repentinamente en su césped después de años de ausencia (riéndose malvadamente dentro de su inodoro), un Dib Membrana obeso los confronta. Zim revela que su desaparición fue parte de su plan, y con Dib ahora inútil para detenerlo, puede pasar a la Fase 2 de invadir la Tierra. Zim se pone en contacto con el más alto para contarles sobre la Fase 2, pero se da cuenta de que olvidó qué era la Fase 2.
Mientras Zim hace una lluvia de ideas sobre los planes de la Fase 2, Dib vuelve a estar en forma con la ayuda de Gaz. El padre de Dib, el profesor Membrana, le da a Dib un prototipo de Membracelete para el Día de la Paz, destinado a ser revelado en su discurso de apertura al día siguiente. Expresa su decepción por la creencia de Dib de los extraterrestres, y Dib trata de convencer a Prof. Membrana para que le crea antes de darse por vencido e ir a la casa de Zim. Dib encuentra la casa de Zim en desorden y Zim en un estado de depresión. Tras enterarse de que la Armada Irken está a "millones de años luz" de la Tierra y que los más altos no tienen ningún interés en él o en la Fase 2, Zim admite su pérdida y se entrega voluntariamente a Dib. Dib decide presentar Zim al mundo durante el discurso de apertura de Membrana, con la esperanza de obtener la creencia y aprobación de su padre. Sin  embargo, al ver que Dib trajo a Zim al evento, Gaz es la primera en sospechar que algo malo sucederá durante la función.
Dib lleva a Zim a la nota clave de su padre al día siguiente y le permite modificar el prototipo de Membracelete para aprovechar la transmisión en vivo de la nota clave. En cambio, Membrana desaparece y Zim toma el control del escenario disfrazado de científico. Zim captura a Dib, y Dib se despierta al día siguiente para encontrarse a él y a Gaz encarcelados en su propia casa custodiados por Clembrane, el clon del Prof. Membrana mal diseñado de Zim. Dib se entera de que Zim se ha hecho cargo de la compañía de Membrana y está vendiendo Membraceletes modificados para la celebración del Día de la Paz. Cuando comienza la celebración, Zim ordena a todos los niños del mundo que se tomen de la mano mientras usan el brazalete, con un estímulo a través de la canción de GIR. Una vez que todos los niños se toman de la mano, Zim activa el poder de Minimoose para teletransportar a la Tierra a una parte del espacio directamente en el camino de la Armada Irken, con la esperanza de obligar a los Más Altos a visitarlo. Mientras tanto, los Más Altos están irritados por la reaparición de Zim y la Tierra bloqueando su camino, y planean destruir el planeta una vez que se acerquen.
De repente se abre un "Florpus", creado por la teletransportación repentina de la Tierra, capaz de tragarse el planeta y fusionarse con realidades alternativas. Zim ignora la preocupación de Dib por esto, y sigue su camino para prepararse para la llegada de los Más Altos. Dib y Gaz convencen a Clembrane de que les permita pasar un tiempo familiar de calidad afuera, y Dib aprovecha esta oportunidad para reparar la nave de Tak, y junto a Gaz Viajan a Moo-Ping 10, una prisión espacial donde se encuentra recluido el Prof. Membrana. Dib libera al Prof. Membrana, mientras que Gaz se encarga de pilotar la nave y regresan a la Tierra. Dib expresa su frustración por el escepticismo del Prof. Membrana sobre los eventos que tienen lugar ya que la nave está dañada por los desechos espaciales, y el Prof. Membrana le dice a Dib que está orgulloso de él y que no tiene que demostrar su valía. La nave se destruye, separando las membranas. 
Dib aterriza en la Tierra y lucha contra Zim y su ejército de robots por el control de Minimoose para detener a Florpus. Membrana viene en ayuda de Dib poco después y destruye el ejército de robots de Zim. Minimoose cae en manos de Clembrane, y Zim le ordena que lo entregue y destruya a la familia de Membrana. Clembrane se niega, afirmando que las Membranas son su familia, y él les da Minimoose. Justo cuando la Tierra está a punto de entrar en Florpus, la Armada Irken llega para destruir el planeta y Zim de una vez por todas. La Tierra experimenta brevemente un choque de realidades antes de que el Prof. Membrana finalmente descubra cómo restablecer Minimoose y teletransportar a la Tierra a su ubicación original, y la Armada Irken vuela directamente al Florpus.
De vuelta en la Tierra, la familia Membrana se reúne, permitiendo que Clembrane se quede con ellos. Zim aparece en su ventana y se burla de ellos, alegando que la Fase 2 se trataba de robar una figura de cerámica de la sala de estar de Dib. Llama por teléfono a los Más Altos para informar de su éxito, solo para verlos arder en llamas en una realidad alternativa, que Zim ignora porque están "satisfechos" con su trabajo. Luego es aplastado por un pug que cae y que GIR había disparado previamente al espacio, y GIR lo lanza de inmediato.
Una breve escena posterior a los créditos muestra al pug flotando en el espacio.

## Reparto
- Richard Steven Horvitz como Zim.
- Rosearik Rikki Simons como GIR.
- Andy Berman como Dib Membrana.
- Melissa Fahn como Gaz Membrana.
- Rodger Bumpass como Profesor Membrana.
- Wally Wingert como El Más Alto Rojo.
- Kevin McDonald como El Más Alto Púrpura.
- Jhonen Vasquez como la Computadora de Zim y Clonbrana.
- Olivia d'Abo como La nave de Tak.
- Paul Greenberg como Poonchy.

## Anuncio
El 8 de noviembre de 2016, un fan de Tumblr le preguntó al creador de Harvey Beaks y Chowder CH Greenblatt si trabajaría con Jhonen Vásquez en una hipotética película de Invasor Zim, y Greenblatt respondió: "Jhonen está haciendo una película de Invasor Zim para Nick. No soy parte de eso, pero estoy emocionado ". Sin embargo, Jhonen inicialmente lo negó en su Twitter, probablemente porque estaba bajo contrato para no decir nada en ese momento y se vio obligado a descartarlo como un "rumor".
El 4 de abril de 2017, más de dieciséis años desde el debut de la serie y once años desde que se estrenó el último episodio "no emitido" en los Estados Unidos, Nickelodeon anunció que habían producido una película de televisión de 90 minutos, basado en la serie.
En San Diego Comic-Con 2018, Jhonen explica que Nickelodeon le había preguntado por hacer más de Invasor Zim durante años y que siempre tenía que rechazar sus ofertas, ya sea porque estaba ocupado trabajando en otra cosa o porque no podía venir a un acuerdo con Nickelodeon sobre un presupuesto para un renacimiento de Invasor Zim; pero siendo "completamente miserable" con las otras cosas en las que estaba trabajando en ese momento, Jhonen aceptó la última oferta de Nickelodeon para hacer más Invasor Zim. Nickelodeon inicialmente quería una nueva serie de televisión basada en la serie, pero Jhonen sugirió una miniserie de seis episodios. Pronto cambió su mente a una película para televisión, ya que hacer una película sería "infinitamente menos estresante". Jhonen también dijo que la película no promete que sea mejor que los episodios anteriores.

### Promoción
Tres tráileres de la película se lanzaron en los siguientes cuatro días después del anuncio inicial.
Invader Zim: Enter the Florpus! tenía un panel en San Diego Comic-Con el 20 de julio de 2018; durante el panel, se reveló algo de arte de producción nunca antes visto, como fondos y gráficos de la película. También se mostró en el panel un tráiler hecho de la primera animación inédita de la película, acompañado por una música original compuesta para el tráiler de Kevin Manthei. Durante el panel, Jhonen explicó que armó el tráiler de algunas imágenes animadas aleatorias que tenía para la película que, a su juicio, parecían suficientemente presentables para mostrar a la gente y que la mayoría de las tomas utilizadas en el tráiler se enviarían al extranjero para ser re-animado.

## Producción
Invader Zim: Enter the Florpus! es producido por Nickelodeon Animation Studio en colaboración con Maven Animation Studio en Corea del Sur. Durante el panel de Invasor Zim: Enter the Florpus! en el San Diego Comic-Con el 20 de julio de 2018, Jhonen reveló que habían escrito la película en 2015 y que en el momento del panel, estaban actualmente en el proceso de recuperar la animación de su equipo de animación en el extranjero, Maven.
Jhonen Vásquez regresará como productor ejecutivo y como la voz de la computadora de Zim, junto con Kevin Manthei como compositor, y Jenny Goldberg, quien trabajó en la serie de cómics Invader Zim, será la directora de arte de la película. La mayoría de los miembros del elenco de la serie de televisión volverán a interpretar sus papeles en la película, incluyendo a Richard Steven Horvitz como Zim, Rosearik Rikki Simons como GIR, Andy Berman como Dib, Melissa Fahn como Gaz, Wally Wingert como Almighty Tallest Red, Kevin McDonald como Almighty Tallest Purple, Rodger Bumpass como el Profesor Membrane, Olivia d'Abo como Tak y Paul Greenberg como Poonchy.

## Recepción
Invader Zim: Enter the Florpus ha recibido aclamación de la crítica. Charles Pulliam-Moore de io9 escribió que "Lo que Enter the Florpus hace mejor que cualquier otra cosa es transmitir cuánto más potencial aún hay en la franquicia Invader Zim", y señaló que "Al convertir Zim en una amenaza legítima ... Ingrese Florpus le da a Dib una verdadera razón para pelear y te hace cuestionar cuál de ellos te gustaría ganar al final ". Vincent Acovino de NPR dijo: "Invader Zim: Enter the Florpus sirve como un excelente recordatorio de por qué la serie tiene un lugar tan especial en el canon de Nicktoon. Es extraño, inteligente y poco sentimental". Palmer Haasch de Polygon elogió el retrato de la relación entre Dib y el profesor Membrane, llamándolo "Lo mejor" de la película. Joe Matar, de Den of Geek, elogió los "momentos inventivos y los chistes de risa verdaderamente divertidos" de la película, y escribió que "El arte y la animación se ven casi perfectos", aunque calificó la estética de la película como "demasiado brillante y estéril". Matthew Dougherty de IGN comparó favorablemente Enter the Florpus con lo que Serenity hizo con Firefly, y también dijo: "Los elementos de ciencia ficción son divertidos, el humor es tremendamente absurdo y la animación es impresionante. En este caso, eso es suficiente para este regreso a valdrá la pena la espera ". 
Siobhan Ball de The Daily Dot le dio a la película 3/5 estrellas y dijo: "Con Enter the Florpus, Invader Zim ha madurado sin perder ninguno de los elementos que lo llevaron a subculturar a los adolescentes en primer lugar". Eric Vilas-Boas de Thrillist dijo: "[Son] las batallas espaciales deslumbrantemente animadas, y la corriente de humor hiriente y morboso que hace que Invader Zim: entre al Florpus bien valga la larga espera de 17 años". Kellen Beck de Mashable dijo " Lo mejor de Invader Zim: Enter the Florpus es la forma en que logra capturar perfectamente el espíritu del programa de televisión y transportar mi cerebro a principios de la década de 2000 ". Sol Harris de la revista Starburst le dio a la película un 7/10, diciendo: "Enter the Florpus es una película de televisión de Nickelodeon bastante típica en el sentido de que conserva todo lo que hizo que el programa funcionara - su humor, sus personajes, su tono - pero sufre de un ritmo desordenado". Emily Ashby de Common Sense Media le dio a la película 3/5 estrellas. En su revisión, Ashby criticó el uso frecuente de insultos y violencia, pero agregó que la película "termina con una nota mayormente satisfactoria y concluyente" y que "Enter the Florpus será mejor recibido por los fanáticos originales de Invader Zim" en lugar de los recién llegados. La película actualmente tiene un 100% en Rotten Tomatoes basado en 16 reseñas.